# Jassa Singh Aluwalia
Jassa Singh Aluwalia (1718-1783) a été un des plus grands chefs sikhs du XVIIIe siècle. Il est né dans le village d'Alu près de Lahore, d'où son nom. Son père est décédé lorsqu'il était jeune et sa mère a alors insisté auprès de la veuve de Guru Gobind Singh, Mata Sundri pour qu'elle l'élève, ce qu'elle fit. Jassa Singh Aluwalia  a combattu à plusieurs reprises contre Ahmad Shah Abdali, le chef des armées afghanes qui avaient envahi une grande partie du nord de l'Inde. Jassa Singh Aluwalia a aussi libéré Amritsar en 1748, ville où il devait s'éteindre après avoir mené d'autres batailles. La nation sikhe pris plus d'ampleur à partir de 1799, et ce jusqu'en 1846, année où l'invasion britannique s'est établie.